# هارونا إيشيكاوا
هارونا إيشيكاوا هي متزحلقة يابانية، ولدت في 20 يوليو 1994 في كانازاوا في اليابان.

## وصلات خارجية
- الموقع الرسمي
- هارونا إيشيكاوا على موقع الاتحاد الدولي للتزلج (التزلج على المنحدرات الثلجية) (الإنجليزية)
- هارونا إيشيكاوا على موقع اللجنة الأولمبية الدولية (الإنجليزية)
- هارونا إيشيكاوا على موقع أوليمبيديا (الإنجليزية)